# AACTA International Awards 2014
Die 3. Verleihung der australischen AACTA International Awards (englisch 3rd AACTA International Awards), die jährlich von der Australian Academy of Cinema and Television Arts (AACTA) vergeben werden, fand am 10. Januar 2014 im Sunset Marquis Hotel in West Hollywood statt. Sie ehrten die besten internationalen Filme des Jahres 2013 und sind so das Gegenstück zu den ebenfalls im Januar 2014 stattgefundenen dritten AACTA Awards für australische Filme. Die Verleihung wurde vom australischen Schauspieler Geoffrey Rush moderiert und am 12. Januar 2014 auf dem australischen Kabelsender Arena gezeigt.

## Übersicht
Die Nominierungen wurden am 14. Dezember 2013 bekanntgegeben. Die im Vorjahr noch außer Konkurrenz vergebenen Kategorien Bester Nebendarsteller und Beste Nebendarstellerin gehörten nun zu den regulären Auszeichnungen. Mit sieben Nominierungen erhielt dabei die Filmkomödie American Hustle die meisten Nennungen, gefolgt von 12 Years a Slave mit sechs. Ebenfalls mehrere Nominierungen erhielten Blue Jasmine, Captain Phillips, Gravity (jeweils 3), Dallas Buyers Club, Der große Gatsby und Im August in Osage County (jeweils 2).
12 Years a Slave, American Hustle und Gravity gewannen jeweils zwei Auszeichnungen. Das Sklavendrama konnte sich beim besten Haupt- und Nebendarsteller (Chiwetel Ejiofor und Michael Fassbender) durchsetzen. Die Komödie war mit David O. Russell und Eric Warren Singer für das beste Drehbuch und Jennifer Lawrence für die beste Nebendarstellerin erfolgreich. Der Weltraum-Thriller wurde für den besten Film und die beste Regie (Alfonso Cuarón) gewürdigt. Als beste Hauptdarstellerin wurde Cate Blanchett für Blue Jasmine ausgezeichnet.

## Gewinner und Nominierte
| Film                      | N | A |
| ------------------------- | - | - |
| American Hustle           | 7 | 2 |
| 12 Years a Slave          | 6 | 2 |
| Gravity                   | 3 | 2 |
| Blue Jasmine              | 3 | 1 |
| Captain Phillips          | 3 | 0 |
| Dallas Buyers Club        | 2 | 0 |
| Der große Gatsby          | 2 | 0 |
| Im August in Osage County | 2 | 0 |

### Bester Film
Gravity – Produktion: Alfonso Cuarón und David Heyman
12 Years a Slave – Produktion: Dede Gardner, Anthony Katagas, Jeremy Kleiner, Steve McQueen und Brad Pitt
American Hustle – Produktion: Megan Ellison, Jonathan Gordon, Charles Roven und Richard Suckle
Captain Phillips – Produktion: Dana Brunetti, Michael De Luca und Scott Rudin
Rush – Alles für den Sieg (Rush) – Produktion: Andrew Eaton, Eric Fellner, Brian Grazer, Ron Howard, Peter Morgan und Brian Oliver

### Beste Regie
Alfonso Cuarón – Gravity
Paul Greengrass – Captain Phillips
Baz Luhrmann – Der große Gatsby (The Great Gatsby)
Steve McQueen – 12 Years a Slave
David O. Russell – American Hustle

### Bestes Drehbuch
David O. Russell und Eric Warren Singer – American Hustle
Woody Allen – Blue Jasmine
Ethan und Joel Coen – Inside Llewyn Davis
Kelly Marcel und Sue Smith – Saving Mr. Banks
John Ridley – 12 Years a Slave

### Bester Hauptdarsteller
Chiwetel Ejiofor – 12 Years a Slave
Christian Bale – American Hustle
Leonardo DiCaprio – The Wolf of Wall Street
Tom Hanks – Captain Phillips
Matthew McConaughey – Dallas Buyers Club

### Beste Hauptdarstellerin
Cate Blanchett – Blue Jasmine
Amy Adams – American Hustle
Sandra Bullock – Gravity
Judi Dench – Philomena
Meryl Streep – Im August in Osage County (August: Osage County)

### Bester Nebendarsteller
Michael Fassbender – 12 Years a Slave
Bradley Cooper – American Hustle
Joel Edgerton – Der große Gatsby (The Great Gatsby)
Jared Leto – Dallas Buyers Club
Geoffrey Rush – Die Bücherdiebin (The Book Thief)

### Beste Nebendarstellerin
Jennifer Lawrence – American Hustle
Sally Hawkins – Blue Jasmine
Lupita Nyong’o – 12 Years a Slave
Julia Roberts – Im August in Osage County (August: Osage County)
Octavia Spencer – Nächster Halt: Fruitvale Station (Fruitvale Station)